# Hradčanský potok (přítok Ploučnice)
Hradčanský potok je levostranný přítok řeky Ploučnice v okrese Česká Lípa v Libereckém kraji. Délka toku činí 7,12 km. Plocha povodí měří 38,56 km².

## Průběh toku

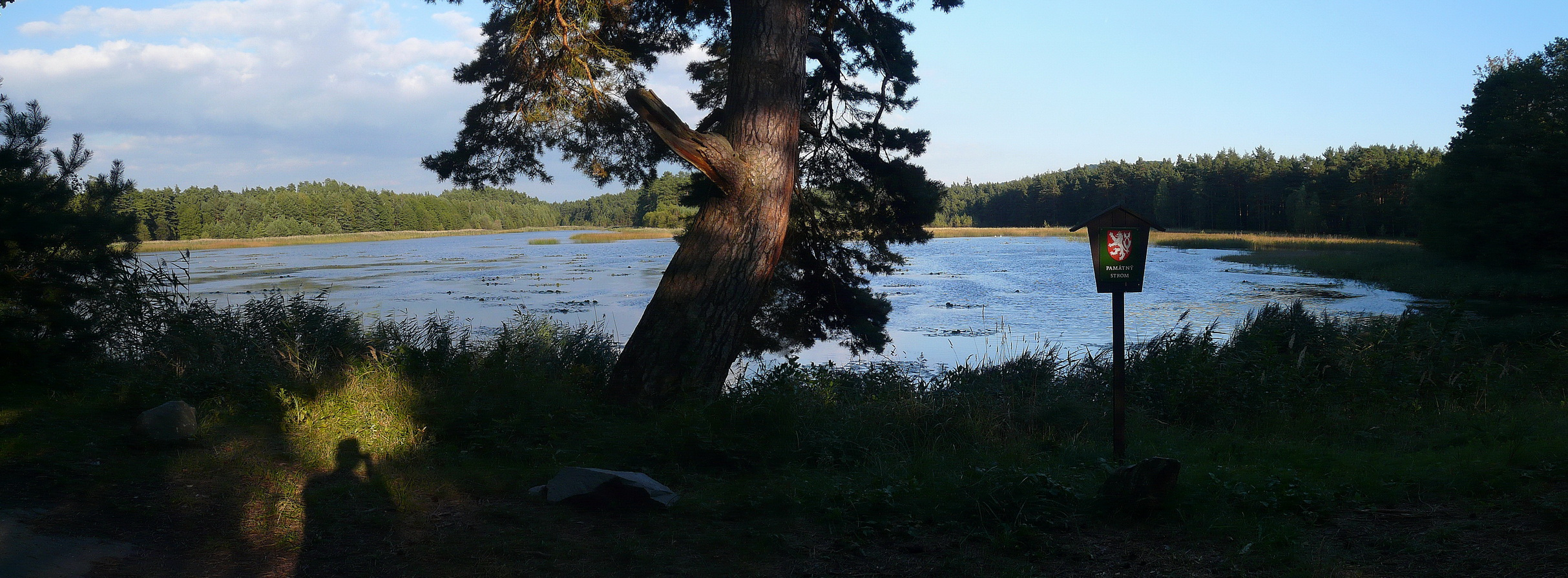
Rybník Držník

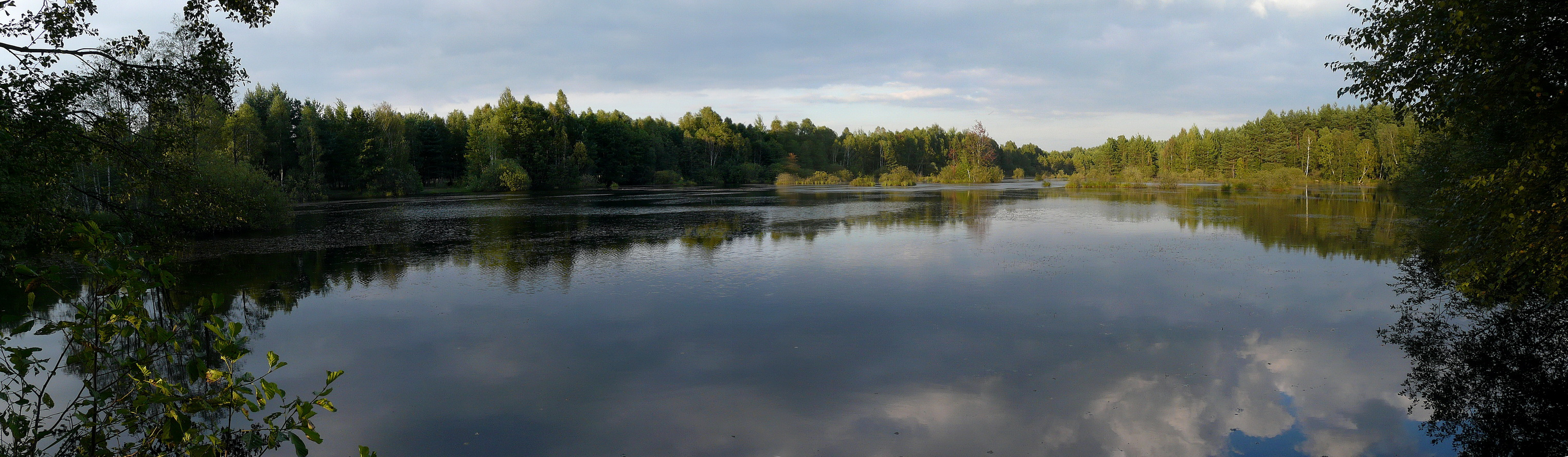
Hradčanské tůně

Potok pramení v borových lesích severozápadně od obce Kuřívody. Hlavním účelem potoka je napájení soustavy Hradčanských rybníků v pořadí Černý, Vavrouškův, Strážovský, největší Držník a Hradčanský, které jsou zároveň chráněny jako přírodní rezervace Hradčanské rybníky. Do této rezervace patří i přilehlá rašeliniště, zamokřené louky a lesní porosty. Již mimo území rezervace, mezi Držníkem a severně přiléhajícím, bývalým vojenským letištěm Hradčany, se nachází komplex bažin, tůní a mokřadů. Vodoteč z tohoto komplexu se do Hradčanského potoka vlévá mezi Držníkem a Hradčanským rybníkem. Z jižní strany do Držníka přitéká též Bělokamenná strouha a další vodoteče, odvodňující bažinatou oblast tzv. Pustých rybníků pod vrchem Malá Buková. Bělokamenná strouha zároveň propojuje Držník s Břehyňským rybníkem. Po trase 1,8 km od výpustě Hradčanského rybníka přes obec Hradčany, lužní les a nivní louku potok ústí do Ploučnice na jejím 64. říčním kilometru. Průměrný průtok zřejmě není nikde uváděn.

### Větší přítoky
- levé – Bělokamenná strouha
- pravé – svodnice od letiště

## Fotogalerie

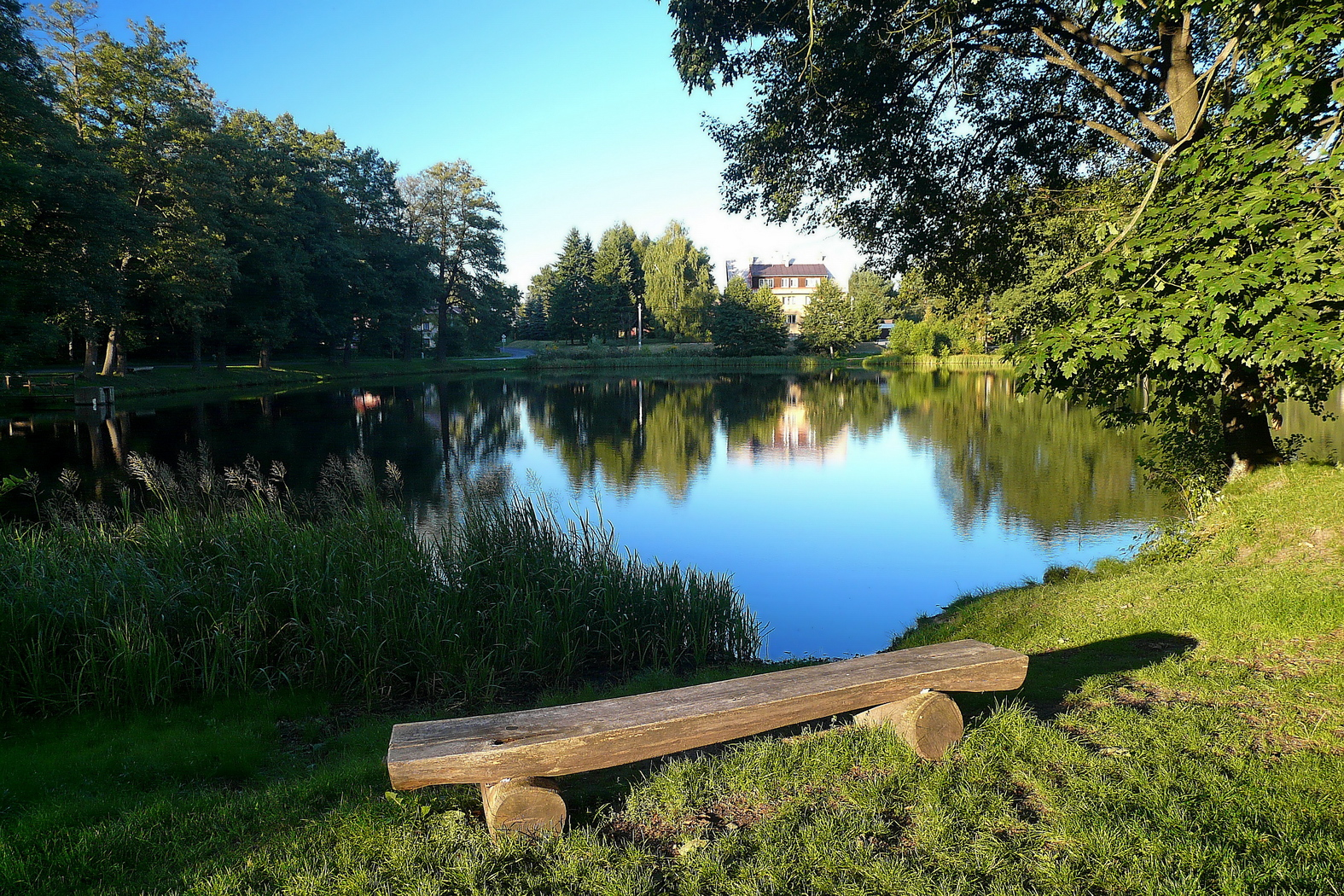
Hradčanský rybník
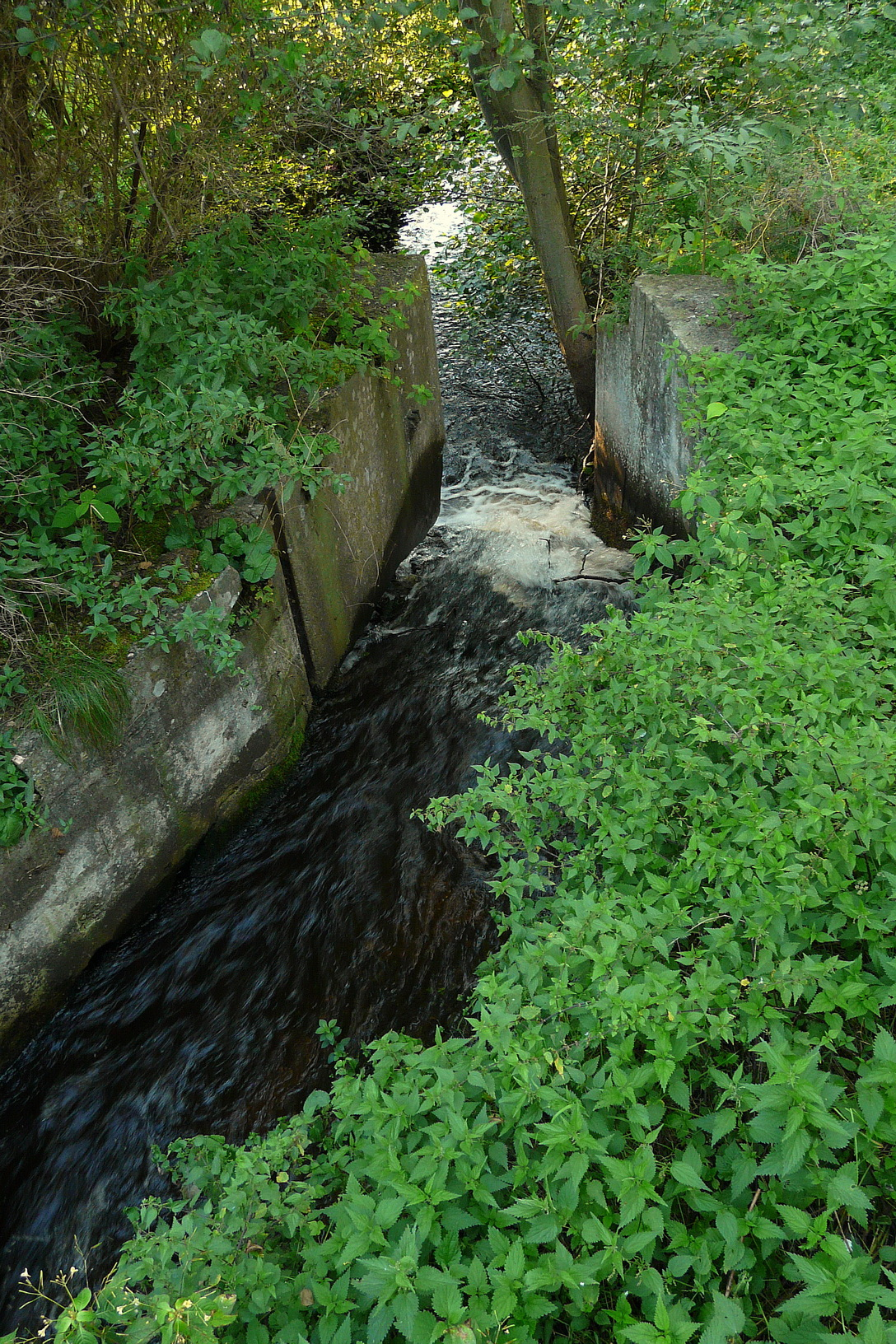
Hradčanský potok odtékající z Hradčanského rybníka